# 京都写真芸術家協会
京都写真芸術家協会（きょうとしゃしんげいじゅつかきょうかい、英語：Kyoto Photo Artists Association,略称：KPAA）は写真を通じて映像文化の発展に寄与するとともに、京都府伝統産業界の振興のため、京都府下に在住、または京都府下に活動の拠点を有する写真作家、および映像文化研究家で構成された団体。発足当時の役員は、藤波重次・浅野喜市・加登藤信・加藤秀俊・木村勝正・和田静香（生光）・小林祐史・中村忠太郎・植木昇・安田節・濱岡昇。

## 沿革
- 1970年（昭和45年） - 様々なジャンルの写真家が京都府の呼びかけにより集まり結成、翌年1月藤波重次を代表者として設立。
- 1990年（平成2年） - 創立20周年記念特別企画として、第20回展に「米ソ交歓写真展」を併催、エリオット・アーウィットとビタリ・ブティリンの作品を展示。
- 2010年（平成22年） - 創立40周年記念特別企画として、招待作家を迎えての総勢105名で第40回展を開催。
- 2015年（平成27年） - 創立45周年記念として、初の会員作品集を制作。

## 主催事業
- 京都写真芸術家協会展（京都府立文化芸術会館・八幡市文化センター・京都府丹後文化会館）
  - 第1回展（1971年）は京都府と共催で、京都府立文化芸術会館で開催。（以降、第37回展まで京都府と共催）
  - 第11回展（1981年）より中舞鶴中央公会堂・京都府丹後文化会館において巡回展を行う。
  - 第15回展（1985年）より八幡市文化センターが加わり、3会場で巡回展を行う。
  - 第22回展（1992年）より舞鶴展がなくなり、現在の形態となる。

## 歴代理事長
- 初代理事長　藤波重次（天文・写真計測学・京都大学）
- 二代理事長　加登藤信（元京都新聞写真部長）
- 三代理事長　水渡英二（電子顕微鏡学・京都大学）
- 四代理事長　濱岡昇
- 五代理事長　佐藤旭（2001〜2011）
- 六代理事長　木村晃造（写真家、2011〜）